# AMD Radeon serie RX 6000
La serie Radeon RX 6000 è una famiglia di Schede video sviluppata da AMD, basata sull'architettura RDNA2. È stata presentata il 28 ottobre 2020, 20 giorni dopo i nuovi Ryzen 5000 e succede le Radeon RX 5000 basate su RDNA. Questa formazione è stata creata per competere con la serie 30 di Nvidia.

## Storia
AMD presenta le schede Radeon RX 6800, RX 6800XT e RX 6900XT il 28 ottobre 2020; esse competono, rispettivamente e stando ad AMD, con le RTX 3070, 3080 e 3090 e sono diventate disponibili dal 18 novembre 2020 (RX 6800 e RX 6800XT) e dall'8 dicembre 2020 (RX 6900XT). L'RX 6800XT ha un costo MSRP di 649$ cioè 50$ in meno della 3080 mentre per l'RX 6900XT è di 999$ cioè 500 in meno della controparte Nvidia.
Il 3 marzo 2021 AMD annuncia la nuova scheda di fascia alta 6700XT, pronta a sfidare la 3060Ti e la 3070 di Nvidia e pensata per il 1440p.
Il 31 maggio 2021 AMD annuncia le nuove schede mobile, ovvero 6600M, 6700M e 6800M, disponibili dal giorno dopo, il 1 giugno 2021.
Il 30 luglio 2021 AMD annuncia la nuova 6600XT, pensata per il 1080p ad elevate prestazioni che è la diretta concorrente della 3060 di Nvidia. La scheda è stata messa in commercio l'11 agosto 2021.
Il 13 ottobre 2021 annuncia la nuova 6600, per il 1080p, concorrente della 3060, ma con migliore efficienza.
Successivamente nel 2022, annuncia al CES l'RX 6500 XT e l'RX 6400, ovvero le schede di fascia più bassa della serie. La prima è arrivata sul mercato il 19 gennaio 2022 con un prezzo di 199$, invece la seconda non ha un prezzo specificato perché verrà venduta solo in PC preassemblati.
Il 10 maggio 2022 vengono prodotte da AMD le nuove Radeon RX 6000 Refresh, ovvero la 6650XT, la 6750XT e la 6950XT che hanno una velocità di memoria maggiore ma anche un TBP più alto.

## Disponibilità
Questa formazione, come anche quella di Nvidia, è andata sold-out pressoché subito a causa di una combinazione di poche scorte e di scalping bot (bot gestiti da persone definite "Scalper" che rivendono le GPU acquistate a prezzo maggiorato per trarne profitto). Ad esempio PCMag ha riferito che sia la RX 6800 sia la RX 6800 XT non erano già più disponibili alle ore 6:05 PDT su Newegg e alle 6:11 sul sito ufficiale AMD.
AMD per sopperire al problema ha iniziato a fare dei drop ogni settimana, in particolare ogni giovedì, dove si possono acquistare delle schede al prezzo di lancio e, quindi, consigliato.

## Prodotti

### Desktop
| Modello          | Pubblicazione | Nome in Codice | Architettura e fabbricazione | Transistors (miliardi) | Dimensioni Die (mm2) | Configurazione Core | RT Cores | Clock (Mhz) | Clock (Mhz) | Memoria | Memoria          | Memoria         | Fillrate     | Fillrate       | Potenza di elaborazione (GFLOPS) | Potenza di elaborazione (GFLOPS) | TDP (W) | Prezzo (USD) |
| Modello          | Pubblicazione | Nome in Codice | Architettura e fabbricazione | Transistors (miliardi) | Dimensioni Die (mm2) | Configurazione Core | RT Cores | Game        | Boost       | GB      | Bandwidth (GB/s) | Velocità (GBPS) | Pixel (GP/s) | Texture (GT/s) | Precisione Singola               | Precisione Doppia                | TDP (W) | Prezzo (USD) |
| ---------------- | ------------- | -------------- | ---------------------------- | ---------------------- | -------------------- | ------------------- | -------- | ----------- | ----------- | ------- | ---------------- | --------------- | ------------ | -------------- | -------------------------------- | -------------------------------- | ------- | ------------ |
| Radeon RX 6400   | 19/01/2022    | Navi 24        | RDNA 2 TSMC 6nm              | 5,4                    | 107                  | 768:48:32:12        | 12       | 2039        | 2321        | 4       | 128              | 16              | 74           | 111            | 3565                             | 222.8                            | 53      | N.D.         |
| Radeon RX 6500XT | 19/01/2022    | Navi 24        | RDNA 2 TSMC 6nm              | 5,4                    | 107                  | 1024:64:32:16       | 16       | 2610        | 2815        | 4       | 144              | 18              | 90           | 180            | 5765                             | 360.3                            | 107     | 199          |
| Radeon RX 6600   | 13/10/2021    | Navi 23        | RDNA 2 TSMC 7nm              | 11,1                   | 237                  | 1792:112:64:28      | 28       | 2044        | 2491        | 8       | 224              | 14              | 159          | 279            | 8928                             | 558.0                            | 132     | 329          |
| Radeon RX 6600XT | 20/07/2021    | Navi 23        | RDNA 2 TSMC 7nm              | 11,1                   | 237                  | 2048:128:64:32      | 32       | 2359        | 2589        | 8       | 256              | 16              | 165          | 331            | 10600                            | 662.8                            | 160     | 379          |
| Radeon RX 6650XT | 10/05/2022    | Navi 23        | RDNA 2 TSMC 7nm              | 11,1                   | 237                  | 2048:128:64:32      | 32       | 2410        | 2635        | 8       | 280              | 17.5            | 169          | 337            | 10790                            | 674.6                            | 176     | 399          |
| Radeon RX 6700XT | 03/03/2021    | Navi 22        | RDNA 2 TSMC 7nm              | 17,2                   | 335                  | 2560:160:64:40      | 40       | 2424        | 2581        | 12      | 384              | 16              | 165          | 413            | 13210                            | 825.9                            | 230     | 479          |
| Radeon RX 6750XT | 10/05/2022    | Navi 22        | RDNA 2 TSMC 7nm              | 17,2                   | 335                  | 2560:160:64:40      | 40       | 2495        | 2600        | 12      | 432              | 18              | 166          | 416            | 13310                            | 832.0                            | 250     | 549          |
| Radeon RX 6800   | 28/10/2020    | Navi 21        | RDNA 2 TSMC 7nm              | 26,8                   | 520                  | 3840:240:96:60      | 60       | 1815        | 2105        | 16      | 512              | 16              | 202          | 505            | 16160                            | 1010                             | 250     | 579          |
| Radeon RX 6800XT | 28/10/2020    | Navi 21        | RDNA 2 TSMC 7nm              | 26,8                   | 520                  | 4608:288:128:72     | 72       | 2015        | 2250        | 16      | 512              | 16              | 288          | 648            | 20730                            | 1296                             | 300     | 649          |
| Radeon RX 6900XT | 28/10/2020    | Navi 21        | RDNA 2 TSMC 7nm              | 26,8                   | 520                  | 5120:320:128:80     | 80       | 2015        | 2250        | 16      | 512              | 16              | 288          | 720            | 23040                            | 1440                             | 300     | 999          |
| Radeon RX 6950XT | 10/05/2022    | Navi 21        | RDNA 2 TSMC 7nm              | 26,8                   | 520                  | 5120:320:128:80     | 80       | 2116        | 2324        | 16      | 576              | 18              | 297          | 744            | 23800                            | 1487                             | 335     | 1099         |

### Mobile
| Modello            | Pubblicazione | Nome in Codice | Architettura e fabbricazione | Transistors (miliardi) | Configurazione Core | Clock (Mhz) | Clock (Mhz) | Memoria | Memoria                   | Memoria         | Fillrate     | Fillrate       | Potenza di elaborazione (GFLOPS) | Potenza di elaborazione (GFLOPS) | TDP (W) |
| Modello            | Pubblicazione | Nome in Codice | Architettura e fabbricazione | Transistors (miliardi) | Configurazione Core | Base        | Game        | GB      | Larghezza di banda (GB/s) | Velocità (GBPS) | Pixel (GP/s) | Texture (GT/s) | Precisione Singola               | Precisione Doppia                | TDP (W) |
| ------------------ | ------------- | -------------- | ---------------------------- | ---------------------- | ------------------- | ----------- | ----------- | ------- | ------------------------- | --------------- | ------------ | -------------- | -------------------------------- | -------------------------------- | ------- |
| Radeon RX 6300M    | 04/01/2022    | Navi 24        | RDNA2 TSMC 6nm               | 5,4                    | 768:48:32:16        | N.D.        | 1512        | 2       | 72                        | 18              | 76.8         | 115.2          | 3686                             | 230.4                            | 25      |
| Radeon RX 6500M    | 04/01/2022    | Navi 24        | RDNA2 TSMC 6nm               | 5,4                    | 1024:64:32:16       | N.D.        | 2191        | 4       | 144                       | 16              | 76.8         | 155.7          | 4915                             | 307.2                            | 50      |
| Radeon RX 6600M    | 31/05/2021    | Navi 23        | RDNA2 TSMC 7nm               | 11,1                   | 1792:128:64:28      | N.D.        | 2177        | 8       | 224                       | 14              | 139.3        | 274.2          | 8659                             | 541.2                            | 100     |
| Radeon RX 6600S    | 04/01/2022    | Navi 23        | RDNA2 TSMC 7nm               | 11,1                   | 1792:112:64:28      | N.D.        | 1881        | 4       | 224                       | 14              | 128.0        | 224.2          | 7168                             | 448.0                            | 80      |
| Radeon RX 6650M    | 04/01/2022    | Navi 23        | RDNA2 TSMC 7nm               | 11,1                   | 1792:112:64:28      | N.D.        | 2222        | 8       | 256                       | 16              | 154.6        | 276.6          | 8659                             | 541.2                            | 120     |
| Radeon RX 6650M XT | 04/01/2022    | Navi 23        | RDNA2 TSMC 7nm               | 11,1                   | 2048:128:64:32      | N.D.        | 2162        | 8       | 256                       | 16              |              | 311.5          | 9896                             | 618.5                            | 120     |
| Radeon RX 6700M    | 31/05/2021    | Navi 22        | RDNA2 TSMC 7nm               | 17,2                   | 2304:144:64:36      | N.D.        | 2300        | 10      | 320                       | 16              | 144.0        | 331.2          | 11060                            | 691.2                            | 135     |
| Radeon RX 6700S    | 04/01/2022    | Navi 23        | RDNA2 TSMC 7nm               | 11,1                   | 1792:112:64:28      | N.D.        | 1890        | 8       | 224                       | 14              | 128.0        | 247.5          | 7168                             | 448.0                            | 80      |
| Radeon RX 6800M    | 31/05/2021    | Navi 22        | RDNA2 TSMC 7nm               | 17,2                   | 2560:160:64:40      | N.D.        | 2300        | 12      | 384                       | 16              | 165.2        | 368.0          | 12240                            | 764.8                            | 145     |
| Radeon RX 6800S    | 04/01/2022    | Navi 23        | RDNA2 TSMC 7nm               | 11,1                   | 2048:128:64:32      | N.D.        | 1975        | 8       | 256                       | 16              | 134.4        | 288.0          | 8602                             | 537.6                            | 100     |
| Radeon RX 6850M XT | 04/01/2022    | Navi 22        | RDNA2 TSMC 7nm               | 17,2                   | 2560:160:64:40      | N.D.        | 2463        | 12      | 432                       | 18              | 165.2        | 415.6          | 13210                            | 825.9                            | 165     |

### Annotazioni
1. 1 2  ShadingUnits:TMUs:ROPs:ComputeUnits
2. 1 2  Tutte le memorie sono del tipo GDDR6

### Fonti
1. ↑   Redazione, AMD: annunciate le date di uscita CPU Zen 3 e Radeon RX 6000 RDNA2, su NewsDigitali.com, 11 settembre 2020. URL consultato il 26 settembre 2021.
2. 1 2   AMD Zen 3: ecco i nuovi processori Ryzen 5000, ora con prestazioni eccezionali anche in single core!, su Tom's Hardware. URL consultato il 28 settembre 2021.
3. ↑   AMD, GPU Radeon RX 6000 RDNA2 ufficiali: tutti i dettagli della nuova serie, su Everyeye Tech. URL consultato il 28 settembre 2021.
4. ↑   polygon.com,  https://www.polygon.com/2020/10/28/21538114/amd-rx-6800-6900-xt-gpu-release-date-price.
5. ↑   HDblog.it, AMD Radeon RX 6700 XT ufficiale | Caratteristiche e prezzo, su HDblog.it, 3 marzo 2021. URL consultato il 28 settembre 2021.
6. ↑   Di Paolo D'Angelo, Carly Page, AMD Radeon RX 6000 mobile, ecco le nuove GPU Big Navy per notebook, su TechRadar Italy, 1º giugno 2021. URL consultato il 28 settembre 2021.
7. ↑   eurogamer.it,  https://www.eurogamer.it/news-amd-annuncia-nuove-gpu-radeon-rx-6500-xt-e-rx-6400-dettagli.
8. ↑   AMD sfida Nvidia con le nuove RX 6950 XT, RX 6750 XT e RX 6650 XT, su Tom's Hardware. URL consultato il 29 maggio 2022.
9. ↑   HDblog.it, NVIDIA RTX 3080: pessimo lancio per una grande scheda. Cosa è successo, su HDblog.it, 18 settembre 2020. URL consultato il 30 settembre 2021.
10. ↑   au.pcmag.com,  https://au.pcmag.com/graphics-cards/83957/amds-radeon-rx-6800-cards-sell-out-instantly-sparking-cries-of-paper-launch.
11. ↑   AMD sgancia il drop settimanale: GPU Radeon RX 6000 disponibili oggi - Aggiornata, su Everyeye Tech. URL consultato il 30 settembre 2021.
12. ↑   amd.com,  https://www.amd.com/en/products/graphics/amd-radeon-rx-6400.
13. ↑   techpowerup.com,  https://www.techpowerup.com/gpu-specs/radeon-rx-6400.c3813.
14. ↑   amd.com,  https://www.amd.com/en/products/graphics/amd-radeon-rx-6500-xt.
15. ↑   techpowerup.com,  https://www.techpowerup.com/gpu-specs/radeon-rx-6500-xt.c3850.
16. ↑   amd.com,  https://www.amd.com/en/products/graphics/amd-radeon-rx-6600.
17. ↑   techpowerup.com,  https://www.techpowerup.com/gpu-specs/radeon-rx-6600.c3696.
18. ↑  https://www.amd.com/en/products/graphics/amd-radeon-rx-6600-XT
19. ↑  (EN) AMD Radeon RX 6600 XT Specs, su TechPowerUp. URL consultato il 27 settembre 2021.
20. ↑   amd.com,  https://www.amd.com/en/products/graphics/amd-radeon-rx-6650-xt.
21. ↑  (EN) AMD Radeon RX 6650 XT Specs, su TechPowerUp. URL consultato il 29 maggio 2022.
22. ↑   amd.com,  https://www.amd.com/en/products/graphics/amd-radeon-rx-6700-xt.
23. ↑  (EN) AMD Radeon RX 6700 XT Specs, su TechPowerUp. URL consultato il 27 settembre 2021.
24. ↑   amd.com,  https://www.amd.com/en/products/graphics/amd-radeon-rx-6750-xt.
25. ↑  (EN) AMD Radeon RX 6750 XT Specs, su TechPowerUp. URL consultato il 29 maggio 2022.
26. ↑   amd.com,  https://www.amd.com/en/products/graphics/amd-radeon-rx-6800.
27. ↑  (EN) AMD Radeon RX 6800 Specs, su TechPowerUp. URL consultato il 27 settembre 2021.
28. ↑   amd.com,  https://www.amd.com/en/products/graphics/amd-radeon-rx-6800-xt.
29. ↑  (EN) AMD Radeon RX 6800 XT Specs, su TechPowerUp. URL consultato il 27 settembre 2021.
30. ↑   amd.com,  https://www.amd.com/en/products/graphics/amd-radeon-rx-6900-xt.
31. ↑  (EN) AMD Radeon RX 6900 XT Specs, su TechPowerUp. URL consultato il 27 settembre 2021.
32. ↑   amd.com,  https://www.amd.com/en/products/graphics/amd-radeon-rx-6950-xt.
33. ↑  (EN) AMD Radeon RX 6950 XT Specs, su TechPowerUp. URL consultato il 29 maggio 2022.
34. ↑   amd.com,  https://www.amd.com/en/products/graphics/amd-radeon-rx-6300m.
35. ↑  (EN) AMD Radeon RX 6300M Specs, su TechPowerUp. URL consultato il 7 febbraio 2022.
36. ↑   amd.com,  https://www.amd.com/en/products/graphics/amd-radeon-rx-6500m.
37. ↑   techpowerup.com,  https://www.techpowerup.com/gpu-specs/radeon-rx-6500m.c3865.
38. ↑   amd.com,  https://www.amd.com/en/products/graphics/amd-radeon-rx-6600m.
39. ↑  (EN) AMD Radeon RX 6600M Specs, su TechPowerUp. URL consultato il 29 maggio 2022.
40. ↑   amd.com,  https://www.amd.com/en/products/graphics/amd-radeon-rx-6600s.
41. ↑   techpowerup.com,  https://www.techpowerup.com/gpu-specs/radeon-rx-6600s.c3869.
42. ↑   amd.com,  https://www.amd.com/en/products/graphics/amd-radeon-rx-6650m.
43. ↑   techpowerup.com,  https://www.techpowerup.com/gpu-specs/radeon-rx-6650m.c3863.
44. ↑   amd.com,  https://www.amd.com/en/products/graphics/amd-radeon-rx-6650m-xt.
45. ↑   techpowerup.com,  https://www.techpowerup.com/gpu-specs/radeon-rx-6650m-xt.c3864.
46. ↑   amd.com,  https://www.amd.com/en/products/graphics/amd-radeon-rx-6700m.
47. ↑  (EN) AMD Radeon RX 6700M Specs, su TechPowerUp. URL consultato il 29 maggio 2022.
48. ↑   amd.com,  https://www.amd.com/en/products/graphics/amd-radeon-rx-6700s.
49. ↑   techpowerup.com,  https://www.techpowerup.com/gpu-specs/radeon-rx-6700s.c3868.
50. ↑   amd.com,  https://www.amd.com/en/products/graphics/amd-radeon-rx-6800m.
51. ↑  (EN) AMD Radeon RX 6800M Specs, su TechPowerUp. URL consultato il 29 maggio 2022.
52. ↑   amd.com,  https://www.amd.com/en/products/graphics/amd-radeon-rx-6800s.
53. ↑   techpowerup.com,  https://www.techpowerup.com/gpu-specs/radeon-rx-6800s.c3867.
54. ↑   amd.com,  https://www.amd.com/en/products/graphics/amd-radeon-rx-6850m-xt.
55. ↑   techpowerup.com,  https://www.techpowerup.com/gpu-specs/radeon-rx-6850m-xt.c3862.